# Tatyana Andryushina
Tatyana Sergeyevna Andryushina (em russo:  Татьяна Сергеевна Андрюшина; Voskresensk, 26 de junho de 1990) é uma esgrimista russa de espada. Ela se tornou campeã mundial com a equipe russa de espada no mundial de 2013, em Budapeste. Cinco anos depois, na mesma cidade, voltou a disputar uma decisão mundial por equipes, saindo derrotada pelas chinesas. Dentre suas outras conquistas, destaca-se a medalha de prata no Campeonato Europeu de 2019, além do ouro e do bronze obtidos nos Jogos Mundiais Militares.
Por suas conquistas, recebeu em 2019 o título de Mestre do Esporte de Classe Internacional da Federação Russa.

## Biografia
Andryushina nasceu no dia 26 de junho de 1990, em Voskresensk, Rússia. Ela começou a praticar esgrima em 2002, na sua cidade natal. Na ocasião, mudou da notação para a esgrima após ter tido uma oportunidade de experimentar o esporte em sua escola. Em 2019, ela foi condecorada com o título de Mestre do Esporte de Classe Internacional da Federação Russa, por suas conquistas internacionais.

## Carreira
As primeiras conquistas de Andryushina ocorreram em 2013. Em eventos individuais, ela ganhou uma medalha de bronze no Grande Prêmio de Havana, Cuba, em 23 de maio. Alguns meses depois, integrou a equipe russa campeã mundial em Budapeste. Ela também ganhou outros três bronzes e uma prata em eventos da Copa do Mundo, além de um bronze na Universíada de Verão de 2011.
Já em junho de 2019, ela integrou a equipe de espada russa que conquistou a medalha de prata no europeu de Dusseldórfia, quando as russas foram derrotadas pelas polacas. No mês seguinte, obteve a prata no mundial de Budapeste, onde a Rússia se qualificou para a decisão, saindo derrotada pela China. Ainda no ano de 2019, Andryushina participou dos Jogos Mundiais Militares, em Wuhan. Na ocasião, ela conquistou duas medalhas: um bronze no evento individual e um ouro por equipes.